# Rochefort (sör)

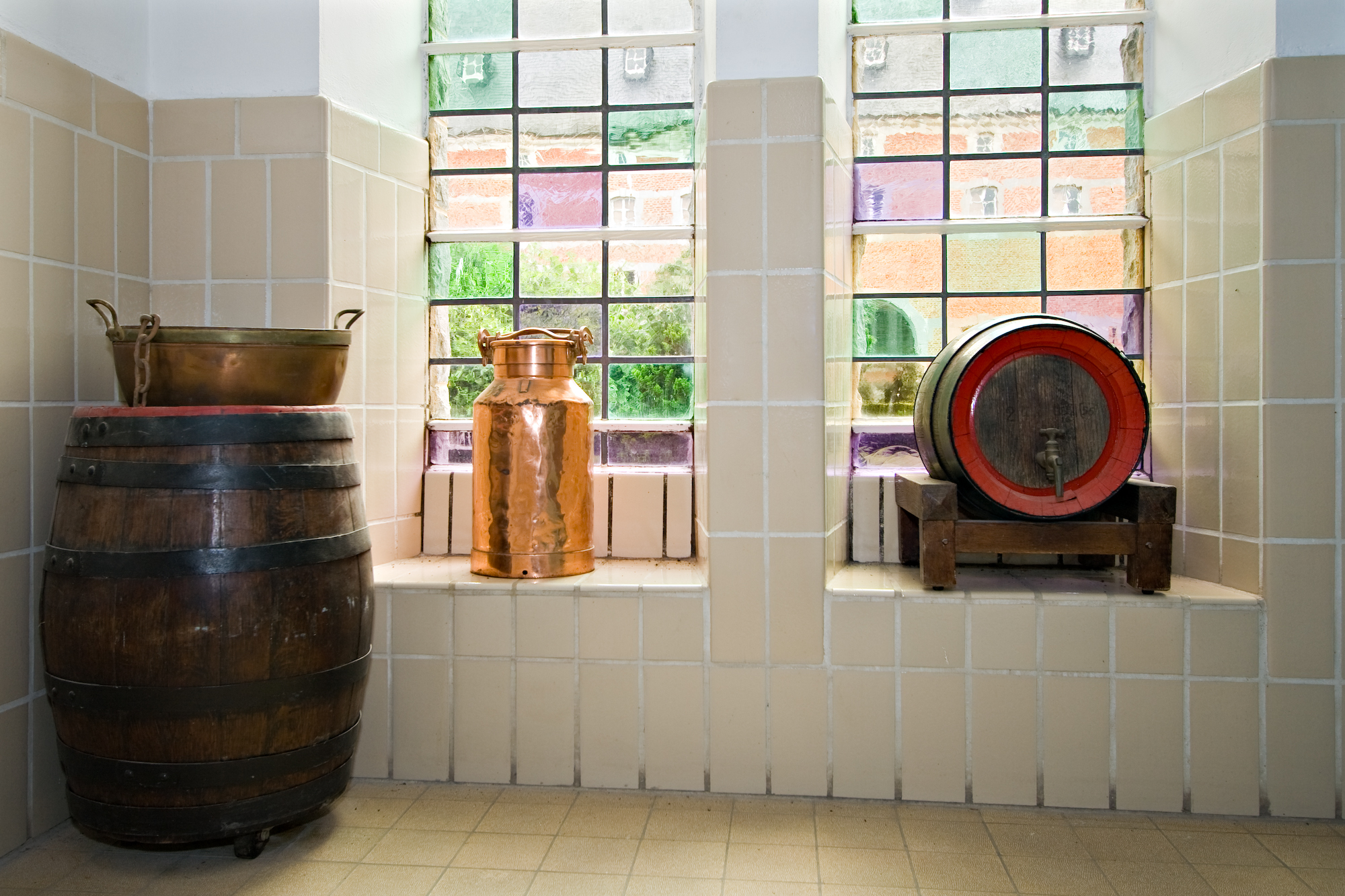
A belgiumi Rochefort városban található Brasserie des Pères Trappistes de Rochefort belseje

A Rochefort sörök a trappista sörök közé tartoznak. A sört a belgiumi Rochefort városban található Abbaye Notre-Dame de Saint-Rémy apátság sörfőzdéjében gyártják.
Az apátságban jelenleg kb. 20 szerzetes él, közülük 5 foglalkozik a sörkészítéssel. Az apátság elődjét a 13. században alapították, és a sörfőzés első említése 1595-ből maradt fenn. A napóleoni háborúk során az apátságot súlyos károk érték, 1887-ben állították helyre és akkor építették a jelenleg is használt épületeket. Ma a sörfőzde kapacitása 300 hektoliter hetente, kb. 18000 hl évente.

## Sörtípusok
A szerzetesek háromfajta sör előállításával foglalkoznak:
- a legrégebbi fajta a Rochefort 6, 7,5% alkoholtartalmú, trappista barna sör, ami a régi időkben az egyszerű szerzetesek, a mindennapok itala volt. Színe vörös, az őszi levelekre hasonlító, enyhés fűszeres ízű, karamel, gyümölcs és mazsolaaromával. Mivel ezt a sört csak évente egyszer főzik és a teljes termelésnek összesen 1%-át teszi ki, beszerzése nem könnyű.
- Rochefort 8 "Spéciale" 9,2% alkoholtartalmú, trappista barna dubbel. Színe sárgásbarna, erőteljesebb aromájában jobban érvényesülnek a gyümölcsös ízek. Ezt a fajta sört állítják elő a legnagyobb mennyiségben.
- Rochefort 10 "Merveille" - 11,3% alkoholtartalmú, trappista barna tripel. Vörösbarna színű, erőteljes fügeízzel. Az alkoholtartalom lényegesen magasabb, mint a másik két sörnél és az íz egyik fontos alkotóeleme.

Mind a három felső erjesztésű trappista sör. A szerzetesek gondosan őrzik a sörök receptjét és a gyártási folyamat titkait, a sörfőzde nem látogatható és ezért nagyon kevés információ ismert arról, hogy hogyan és miből készítik a söröket. Annyi ismert, hogy a recept mindhárom sörfajtánál azonos, vagyis ugyanazon összetevőkből főzik eltérő alkoholtartalommal. A sörfőzéshez a vizet a kolostor falain belül található forrásból szerzik.
Sok hasonló, erős belga sörhöz hasonlóan a Rochefort sörök is jól tűrik a tárolást, a magasabb alkoholtartalom miatt akár 5 évig is gond nélkül tárolhatók. A többi trappista sörfőzdéhez hasonlóan a szerzetesek a sörgyártásból származó bevételt a kolostor fenntartására, illetve jótékony célokra fordítják. Mivel nem céljuk a profitmaximalizálás, nem törekszenek minél több sör előállítására, bár Belgiumban gyakorlatilag gond nélkül beszerezhetők a sörök (a Rochefort 6 kivételével, ami ott is ritkaságnak számít).

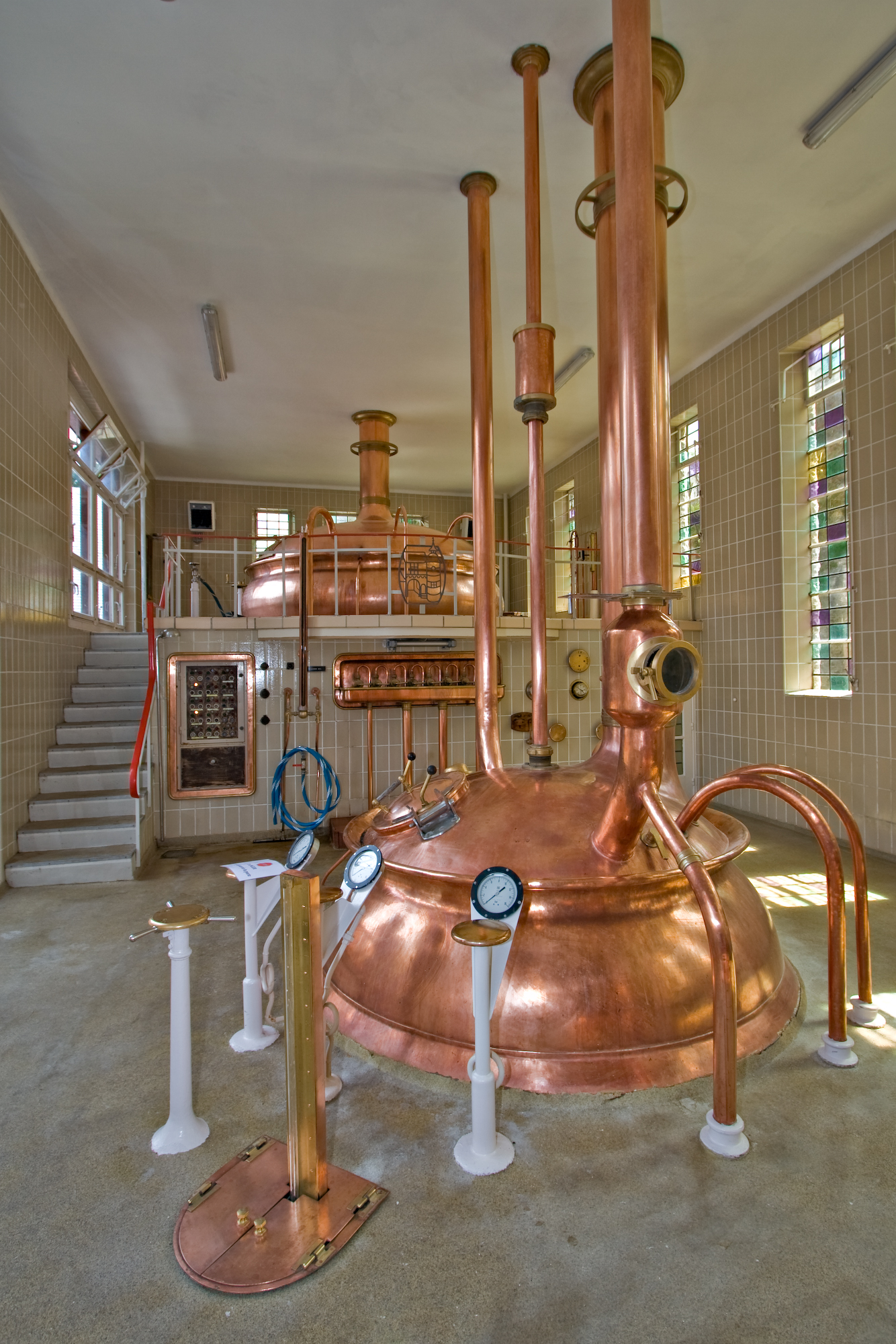
Sörfőző üstök az apátság sörfőzdéjében
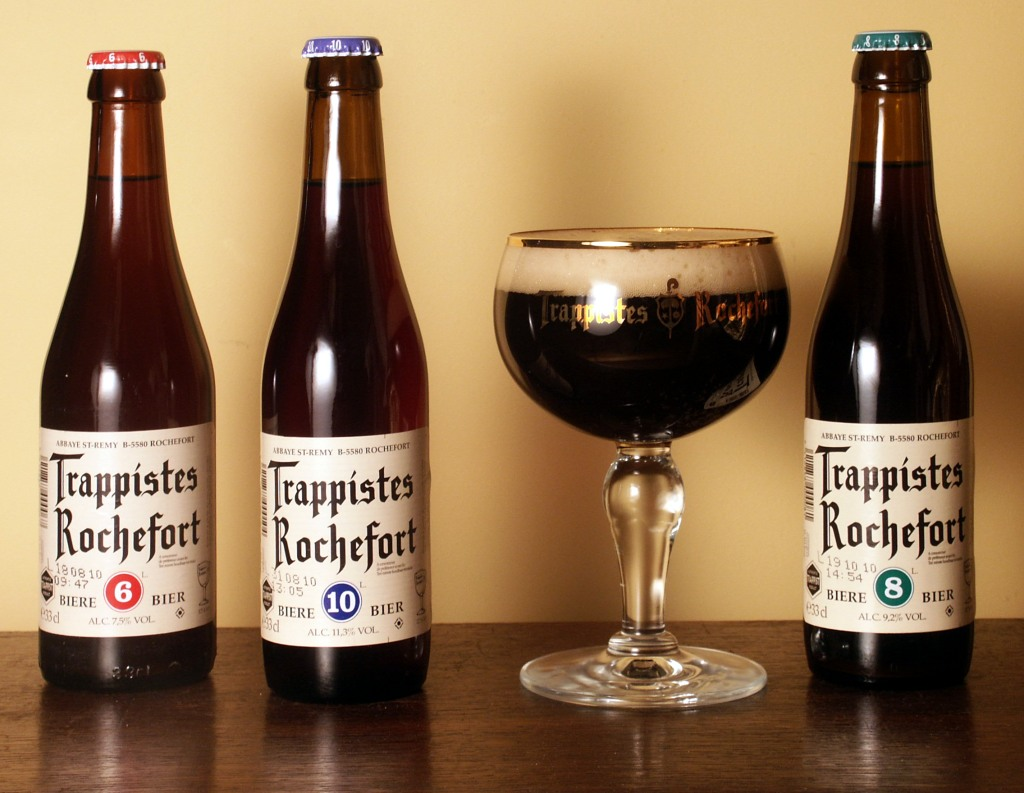
A háromfajta sör
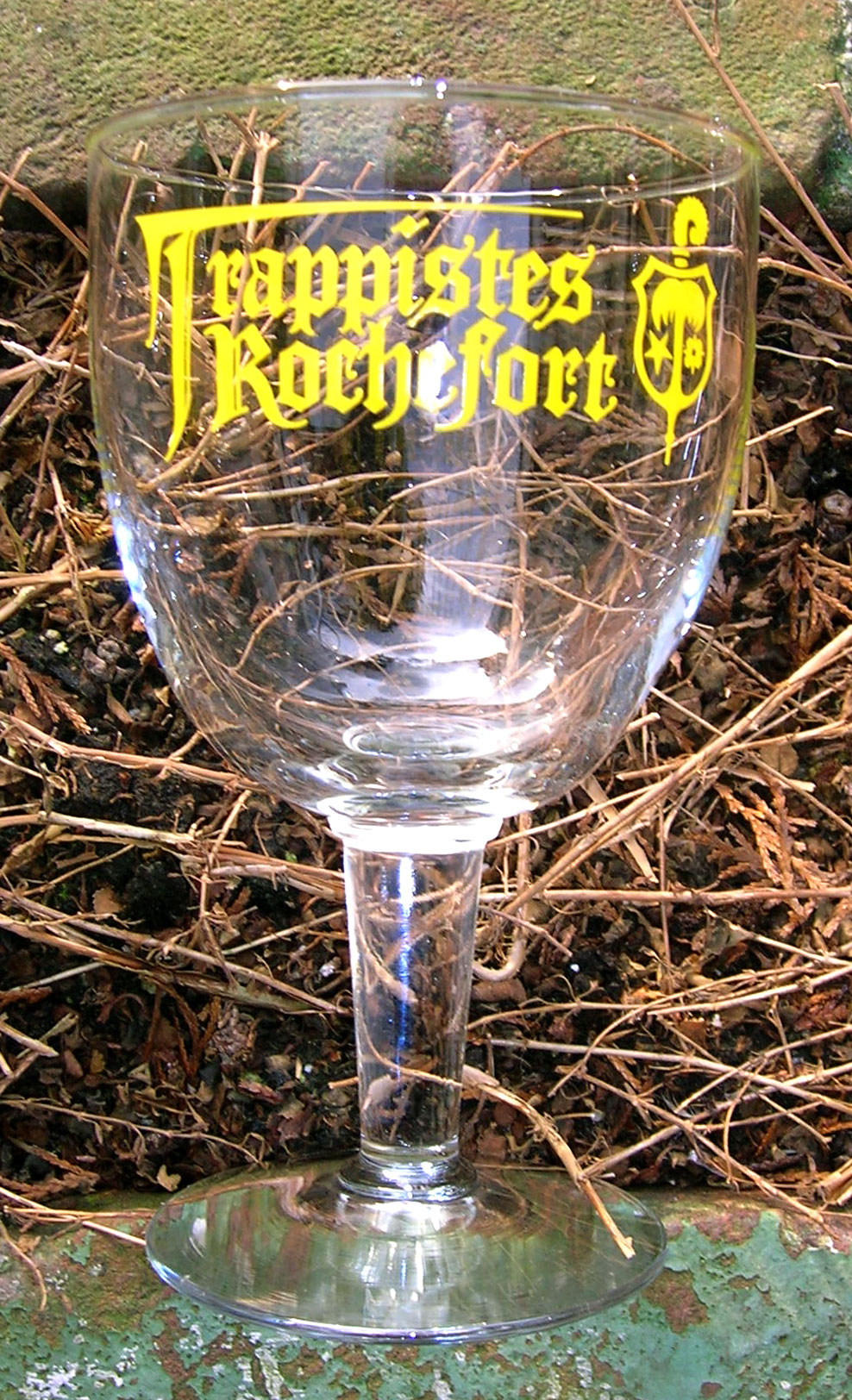
A Rochefort sörök különleges pohara
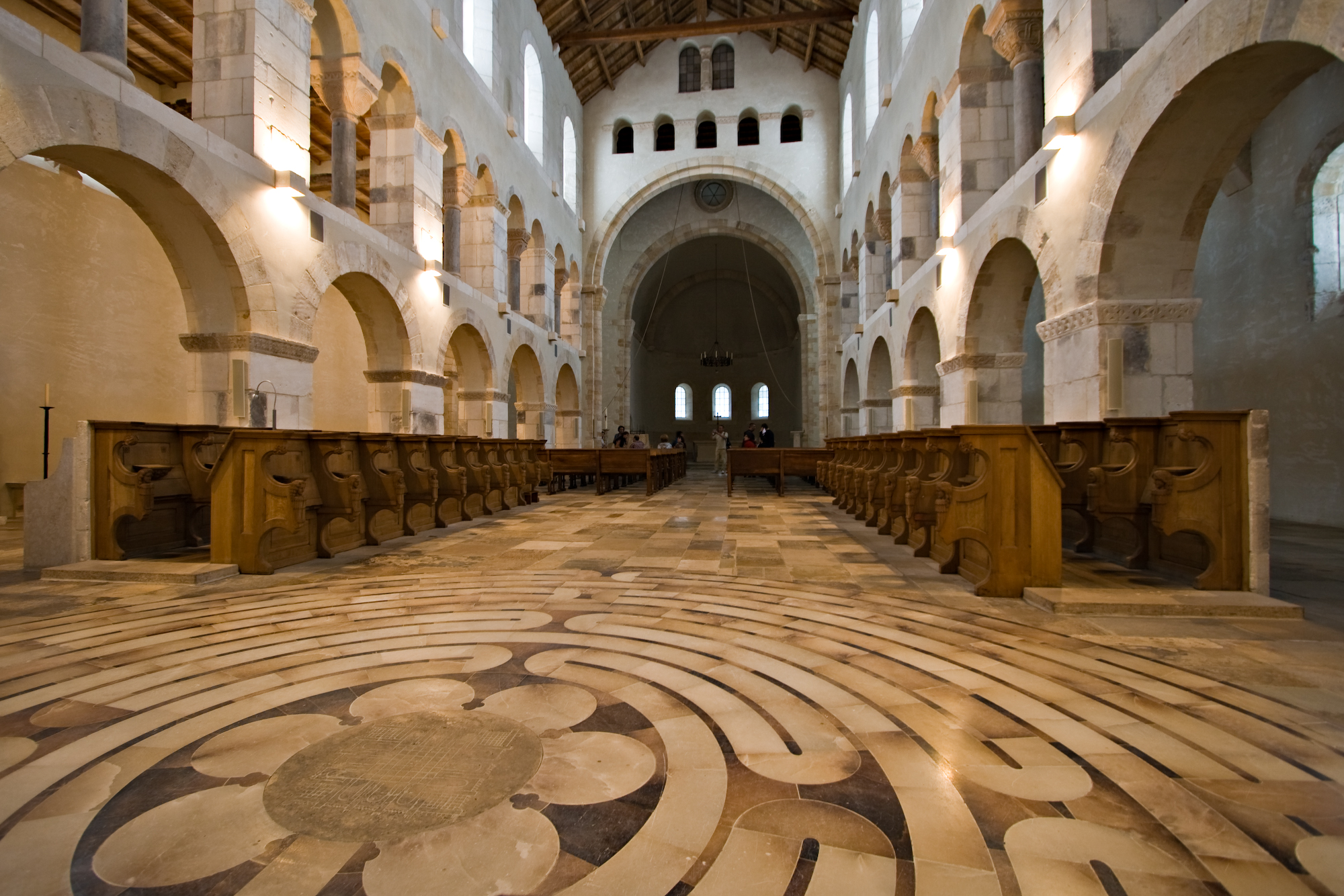
Az apátsági templom belseje

## Külső hivatkozások
- Az apátság hivatalos oldala
- Producteurs du pays de Rochefort
- További információk a trappista sörökről
- A Brasserie de Rochefort nem hivatalos oldala Archiválva 2008. július 3-i dátummal a Wayback Machine-ben